# Sander Thomas
Sander Thomas (* 5. Juli 2009 in Kalifornien) ist ein US-amerikanischer Schauspieler.

## Leben
Thomas debütierte 2017 in dem Kurzfilm Crowbar Smile, der unter anderem am 27. April 2018 auf dem Hill Country Film Festival gezeigt wurde. Im selben Jahr war er in dem Filmdrama The Keeping Hours in der Rolle des Jacob, dem Sohn der beiden Hauptdarsteller, zu sehen. 2018 folgte eine weitere Besetzung in einem Kurzfilm, Who Decides, der ebenfalls am 27. April 2018 auf dem Hill Country Film Festival gezeigt wurde. Zusätzlich folgte eine Aufführung am 2. August 2018 auf dem Woods Hole Film Festival. Von 2018 bis 2019 verkörperte er die Rolle des Milo in insgesamt 26 Episoden der Fernsehserie Splitting Up Together.

## Filmografie
- 2017: Crowbar Smile (Kurzfilm)
- 2017: The Keeping Hours
- 2018: Who Decides (Kurzfilm)
- 2018–2019: Splitting Up Together (Fernsehserie, 26 Episoden)
- 2022: The Contractor
- 2023: Barry (Fernsehserie, 2 Episoden)